# Миддельшульте, Вильгельм
Вильгельм Миддельшульте (нем. Wilhelm Middelschulte; 3 апреля 1863, Верве, ныне в составе города Камен — 4 мая 1943, Дортмунд) — немецко-американский композитор и органист.

## Биография
Начал учиться музыке в Вестфалии у Августа Кнабе, продолжил обучение в Королевском институте церковной музыки в Берлине у Августа Гаупта. С 1888 г. работал органистом и регентом в церкви Святого Луки в Берлине, но уже в 1891 г. по предложению своей соученицы, американской органистки Аннетты Муссер, уехал в США, где жил и работал преимущественно в Чикаго; пять лет спустя Миддельшульте и Муссер поженились. Вплоть до 1928 г. служил органистом в различных чикагских храмах. Одновременно Миддельшульте широко концертировал, сосредотачивая внимание, прежде всего, на музыке Иоганна Себастьяна Баха — но также и Ференца Листа (первым в США исполнив его стержневое органное сочинение «Ad nos, ad Salutarem undam»). В 1894—1918 гг. занимал должность штатного органиста в оркестре Теодора Томаса. С 1899 г. ещё и преподавал в органных классах Чикагской и Детройтской консерваторий, других учебных заведений США; некоторое время Миддельшульте был директором Висконсинской консерватории в Милуоки. Среди учеников Миддельшульте был, в частности, Вирджил Фокс. Получил большое признание в Америке как органист-виртуоз, был прозван «чикагским готиком». С 1919 г. Миддельшульте имел гражданство США. Однако с приближением Второй мировой войны Миддельшульте почувствовал себя в Америке неуютно и в июне 1939 г. вместе со своей второй женой, органисткой Флоренс Нокс Майкл, уехал в Европу, обосновавшись в Сорренто. В 1942 г. жена-американка была выслана в США, а Миддельшульте вернулся в Германию и умер в Дортмунде.
Композиторское наследие Миддельшульте невелико и исчерпывается сочинениями для органа; собрание произведений Миддельшульте записал органист Юрген Зоннентайль. Интересно, что ему как наиболее выдающемуся контрапунктисту этого времени посвятил свою фортепианную «Fantasia contrappuntistica» Ферруччо Бузони, познакомившийся с Миддельшульте во время своего американского турне 1910 года; Миддельшульте, в свою очередь, выполнил переложение этого сочинения для органа (Бузони считал его образцовым) и был первым исполнителем органной партии в другом переложении, для органа с оркестром, выполненном Фредериком Стоком.

## Композиции
- Пассакалия ре-минор (1897/Лейпциг, 1901)
- Концерт для органа на тему Баха (Лейпциг, 1906)
- Каноническая Фантазия на B-A-C-H и Фуга на Четыре темы Баха (Лейпциг, 1906)
- Каноны и фуга на тему хорала Vater unser im Himmelreich (Лейпциг, 1906)
- Токката на хорал Ein feste Burg (Лейпциг, 1907)
- Канон в фа-мажоре, на тему Баха, из его Токкаты фа мажор (Нью-Йорк,1909)
- Медитация на тему «Tout passe ici bas» (канон в дуодециму) (Париж, 1911)
- Два этюда на тему лютеранского хорала Отче наш (Vater unser im Himmelreich), (Цюрих, 1913)
- Хроматическая фантазия и фуга для органа (Лейпциг, 1922)
- Контрапунктическая Симфония на тему Баха (Лейпциг, 1935)
- «Вечное движение», этюд для педали соло на тему большой ми-минорной фуги Баха (посмертная публикация, Нью-Йорк, 1951)